# Munsters fröhliche Weihnachten
Munsters fröhliche Weihnachten ist ein US-amerikanischer Fernsehfilm aus dem Jahr 1996, basierend auf der Fernsehserie The Munsters.

## Handlung
Weihnachten steht vor der Tür und die ganze Familie Munster ist bereits in festlicher Stimmung. Lily bereitet ihre berühmten Milzbrandkekse zu, Herman lädt die Glühlampen am Weihnachtsbaum mit den Elektroden an seinem Hals auf und Marilyn verschickt Einladungskarten für die diesjährige Weihnachtsfeier an die ganze Verwandtschaft. Der Einzige, dem nicht zum Feiern zumute ist, ist Eddie. Er vermisst den Schnee und die Kälte und die alljährliche Grippe, die die alte Heimat Transsilvanien zu bieten hatte. Nun setzt die Familie alles daran, das Weihnachtsfest für Eddie doch noch zu retten.
Herman sucht nach einem zweiten Job, um Eddie das tollste Geschenk aller Zeiten kaufen zu können und Opa spricht einen Zauber, der den echten Weihnachtsmann nebst zwei seiner Elfen vom Nordpol direkt ins Wohnzimmer der Munsters katapultiert. Santa Claus will natürlich schnellstmöglich zurück, um seine diesjährige Tour erfolgreich abwickeln zu können, seine beiden Helferlein jedoch haben andere Pläne. Wo sie schon mal im sonnigen Kalifornien gelandet sind, wollen sie mal so richtig Sonne, Strand und Meer genießen.
Unterdessen hat Herman große Probleme, einen Nebenjob zu finden; als Aktmodel in einem Zeichenkurs flüchten die Teilnehmer, als der Bademantel fällt, und Blutspenden funktioniert ebenfalls nicht. Zuhause angekommen verursacht Herman beim Weihnachtsmann einen Hexenschuss, nachdem er sich auf dessen Schoß gesetzt hat; dieses Tohuwabohu nutzen die Elfen und machen sich aus dem Staub.
Nachdem der heilige Abend immer näher rückt und der Weihnachtsmann durch einen Sabotageakt der Elfen in einen Früchtekuchen verwandelt wurde, bietet sich Herman an, die noch ausständigen vierzehn Millionen Geschenke auszuliefern, doch Lily schafft es nach einigen Umwegen, Santa Claus seine ursprüngliche Gestalt wiederzugeben. Auch die Elfen kommen freiwillig wieder zurück, voller Schuldgefühle, da eine Motorradbraut die beiden zurückgewiesen hat, weil ihnen all die Kinder egal sind.
So ist Weihnachten im letzten Augenblick doch noch gerettet worden. Santa Claus überreicht Herman ein Geschenk für Eddie: Die Original-Kerkerspiel-Sammlung des Marquis de Sade und alle Verwandten wie z. B. Onkel Wolfsmensch, Onkel Schrecken vom Amazonas und Cousin Phantom der Oper versammeln sich zur großen Munsters-Weihnachtsfeier.

## Kritiken
- Lexikon des internationalen Films: „Nach der Addams-Family feiern auch die „Munsters“, eine schaurig-schöne Fernseh-Familie der 60er Jahre, ihre Auferstehung. Doch dieses „Weihnachts-Special“ kann sich mit dem naiven Charme des Originals nicht messen. Die überforderten Darsteller chargieren hemmungslos und von einer ordnenden Hand des Regisseurs kann nicht die Rede sein. Ein Film, der an einen Fernseh-Kult anzuknüpfen versucht, ohne das geringste Gespür für diese Art Unterhaltung vorweisen zu können.“[1]
- Cinema: „Der TV-Nachschlag zur Kultserie der 60er Jahre zeigt einmal mehr: Die “Addams Family” ist einfach lustiger, böser und hat mehr Klasse!“

## Sonstiges
- Alle Verwandten der Familie Munster gehören zu den Universal-Horrorklassikern wie z. B. Das Phantom der Oper (1925), Die Mumie (1932), Der Wolfsmensch (1941) und Der Schrecken vom Amazonas (1954).